# Bezirk Peczeniżyn

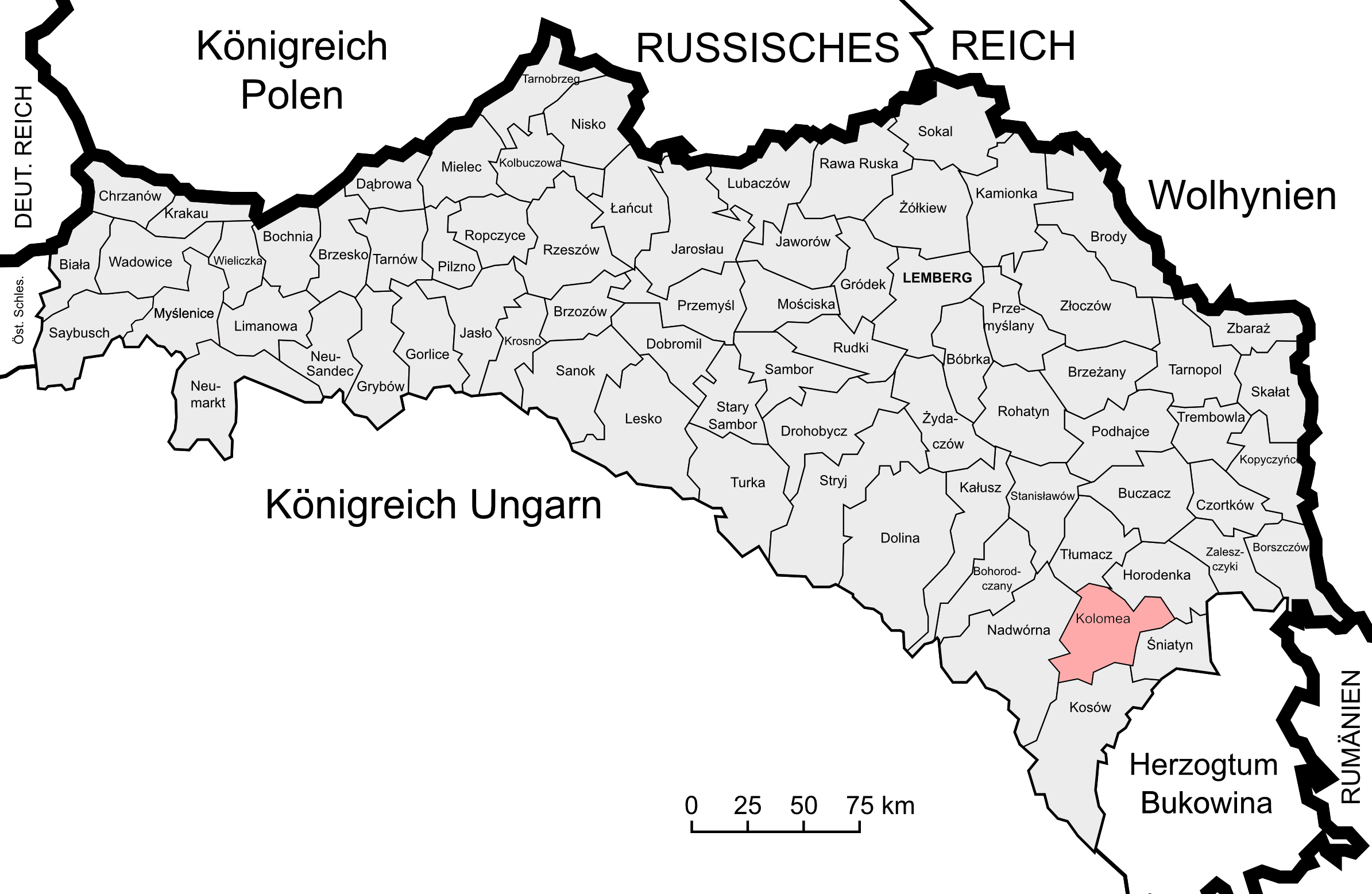
Lage des Bezirks Peczeniżyn (als Teil des Bezirks Kolomea) im Kronland Galizien und Lodomerien

Der Bezirk Peczeniżyn war ein politischer Bezirk im habsburgischen Kronland Galizien und Lodomerien. Sein Gebiet umfasste Teile Ostgaliziens in der heutigen Westukraine (Oblast Lwiw, Rajon Kolomyja sowie Rajon Kossiw), Sitz der Bezirkshauptmannschaft war der Markt Peczeniżyn. Nach dem Ersten Weltkrieg musste Österreich den gesamten Bezirk an Polen abtreten.
Der Bezirk grenzte im Norden und Osten an den Bezirk Kolomea, im Süden an den Bezirk Kosów sowie im Westen an den Bezirk Nadwórna.

## Geschichte
Der Bezirk entstand am 15. Juni 1898 durch das Ausscheiden des Gerichtsbezirks Peczeniżyn aus dem Bezirk Kolomea geschaffen.
Am 1. Januar 1907 wird das bereits 1899 angekündigte Bezirksgericht Jabłonów und der gleichnamige Gerichtsbezirk Jabłonów errichtet.
Der Bezirk Peczeniżyn bestand bei der Volkszählung 1910 aus 22 Gemeinden sowie 22 Gutsgebieten und umfasste eine Fläche von 496 km². Hatte die Bevölkerung 1900 noch 43.258 Menschen umfasst, so lebten hier 1910 46.794 Menschen. Auf dem Gebiet lebten dabei mehrheitlich Menschen mit ruthenischer Umgangssprache (87 %) und griechisch-katholischem Glauben, Juden machten rund 9 % der Bevölkerung aus.

## Ortschaften
Auf dem Gebiet des Bezirks bestand 1910 Bezirksgerichte in Jabłonów und Peczeniżyn, diesem waren folgende Orte zugeordnet:
Gerichtsbezirk Jabłonów:
- Akreszory
- Bania Berezów
- Berezów Niżny
- Berezów Średni
- Berezów Wyżny
- Markt Jabłonów
- Kosmacz
- Kowalówka
- Lucza
- Luczki
- Myszyn
- Stopczatów
- Tekucza
- Utoropy

Gerichtsbezirk Peczeniżyn:
- Kluczów Mały
- Kluczów Wielki
- Kniaźdwór
- Markówka
- Młodiatyn
- Markt Peczeniżyn
- Rungury
- Słoboda Rungurska